# Witkopbaardvogel
De witkopbaardvogel (Lybius leucocephalus) is een vogel uit de familie Lybiidae (Afrikaanse baardvogels).

## Verspreiding en leefgebied
Deze soort komt voor in centraal en oostelijk Afrika en telt zes ondersoorten:
- L. l. adamauae: van noordelijk Nigeria tot noordwestelijk Congo-Kinshasa.
- L. l. leucocephalus: van zuidelijk Soedan en noordoostelijk Congo-Kinshasa tot het westelijke deel van Centraal-Kenia en noordwestelijk Tanzania.
- L. l. senex: centraal en het zuidelijke deel van Centraal-Kenia.
- L. l. albicauda: zuidwestelijk Kenia en noordelijk Tanzania.
- L. l. lynesi: centraal Tanzania.
- L. l. leucogaster ("witbuikbaardvogel"): zuidwestelijk Angola. Deze ondersoort wordt door BirdLife International als aparte (bedreigde) soort gezien.

## Status
De grootte van de populatie is niet gekwantificeerd maar de soort wordt omschreven als plaatselijk tamelijk algemeen tot schaars. Op de Rode lijst van de IUCN heeft deze soort de status niet bedreigd.